# Basílio Urano

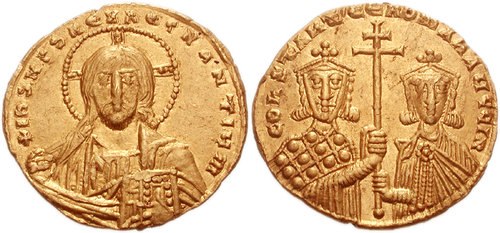
Soldo de r. com r.

Basílio Urano (em grego medieval: Βασίλειος Οὐρανός; romaniz.: Basíleios Ouranós; em latim: Basilius Uranus) foi um oficial bizantino do século X, ativo durante o reinado do imperador Romano II (r. 959–963).

## Vida
Basílio é descrito como protoespatário e asecreta. Entre 960 e 963, Teodoro Dafnopata escreveu em seu nome, mas apenas usando o título de protoespatário e sem mencionar seu sobrenome Urano, duas cartas (17 e 18) a um amigo por ocasião de seu casamento. Ele também deve ser o protoespatário e asecreta de sobrenome Urano que foi destinatário da carta 31 de Teodoro, na qual se cita que Basílio deu ao autor ricos presentes.